# Rubén Castro
Rubén Castro Martín (Las Palmas, 1981. június 27. –) spanyol korosztályos válogatott labdarúgó, aki jelenleg a UD Las Palmas játékosa.

## Sikerei, díjai

### Klub
- Real Betis
  - Spanyol másodosztály bajnok: 2010-11, 2014-15

### Egyéni
- Pichichi-trófea: 2003-04, 2014-15
- Real Betis gólrekorder